# Polichno – Pod Duby
Polichno – Pod Duby je přírodní památka vyhlášená Krajským úřadem Zlínského kraje 16. prosince 2013 na ploše 13,765 ha. Nadmořská výška chráněného území je 240–320 metrů. Nachází se 300 metrů severozápadně od středu obce Polichno, na jejímž katastrálním území i leží. Nachází se v západní části Vizovických vrchů v geomorfologickém podcelku Hlucké pahorkatině.
Jedná se o biotop tvořený zapojenými křovinatými porosty zejména hlohu, které jsou biotopem silně ohroženého druhu nočního motýla bourovce trnkového, který je evropsky významným druhem.
Předmětem ochrany je stanoviště nočního motýla bourovce trnkového.

## Geologie a půdy
Geologický podloží území je tvořeno paleogenními horninami vsetínských vrstev (svrchní eocén – spodní oligocén) zlínského souvrství račanské jednotky magurského flyše. Ve flyšových vrstvách převažují šedé a zelenošedé vápnité jílovce nad glaukonitickými pískovci.
Půdním typem je kambizem oglejená vyluhovaná.

## Flóra
Pestrá mozaika vegetace zahrnuje karpatské dubohabřiny asociace (Carici pilosae-Carpinetum), mezofilní křoviny svazu (Berberidion), degradované lesní lemy svazu (Trifolion medii) a okrajově i travinobylinná společenstva. Botanický inventarizační průzkum zde nebyl dosud proveden.

## Fauna
Provedený entomologický průzkum byl zaměřen na hlavní předmět ochrany – motýla bourovce trnkového (Eriogaster catax), který byl na lokalitě nalezen naposledy v roce 2005. Nejbližší místo s výskytem bourovce se nachází asi 900 m severovýchodně, existuje tedy možnost znovuosídlení lokality tímto druhem.

## Ochrana přírody
PP je prakticky celým svým územím (plocha 13,2781 ha) překrývá s chráněným územím Natura 2000 evropsky významná lokalita Polichno – Pod Duby. Byla vyhlášena Krajským úřadem Zlínského kraje dne 15. dubna 2005 na území 26,8077 ha.